# Parafia św. Katarzyny Aleksandryjskiej w Prątnicy
Parafia świętej Katarzyny Aleksandryjskiej w Prątnicy – parafia rzymskokatolicka, znajdująca się w diecezji toruńskiej, w dekanacie Lubawa. 